# 홍범희
홍범희(洪範憙, 1917년 6월 8일 ~ 1972년 2월 28일, 강원 원주)는 대한민국의 정치가였다.

## 학력
- 경성제1고등보통학교 졸업
- 경성 보성전문학교 법과 졸업
- 일본 주오 대학교 법학부 학사 졸업
- 대한민국 국방대학교 행정학사 1기(1956년)

## 약력
- 1945년 : 일본 고등문관시험 행정과에 합격하였다.[1]
- 조선식량영단 충청북도 지부 근무
- 육민관고등학교 교장
- 충북 괴산군수
- 1951년 : 내무부 차관에 임명되었다.[1]
- 1952년 : 내무부 차관에 재임명되었다.
- 자유당 중앙위원
- 제헌, 4대 국회의원

## 역대 선거 결과
|  | 56.19% |

|  | 29.23% |

|  | 50.11% |

## 참고 자료
- 《대한민국 의정총람》, 국회의원총람발간위원회, 1994년
- 홍범희 - 대한민국헌정회

| 전임 홍헌표 | 제6대 내무부 차관 1951년 6월 20일 ~ 1951년 11월 20일 | 후임 장석윤 |

| 전임 이병호 | 제9대 내무부 차관 1952년 5월 24일 ~ 1952년 7월 30일 | 후임 황호현 |